# Lốc cát

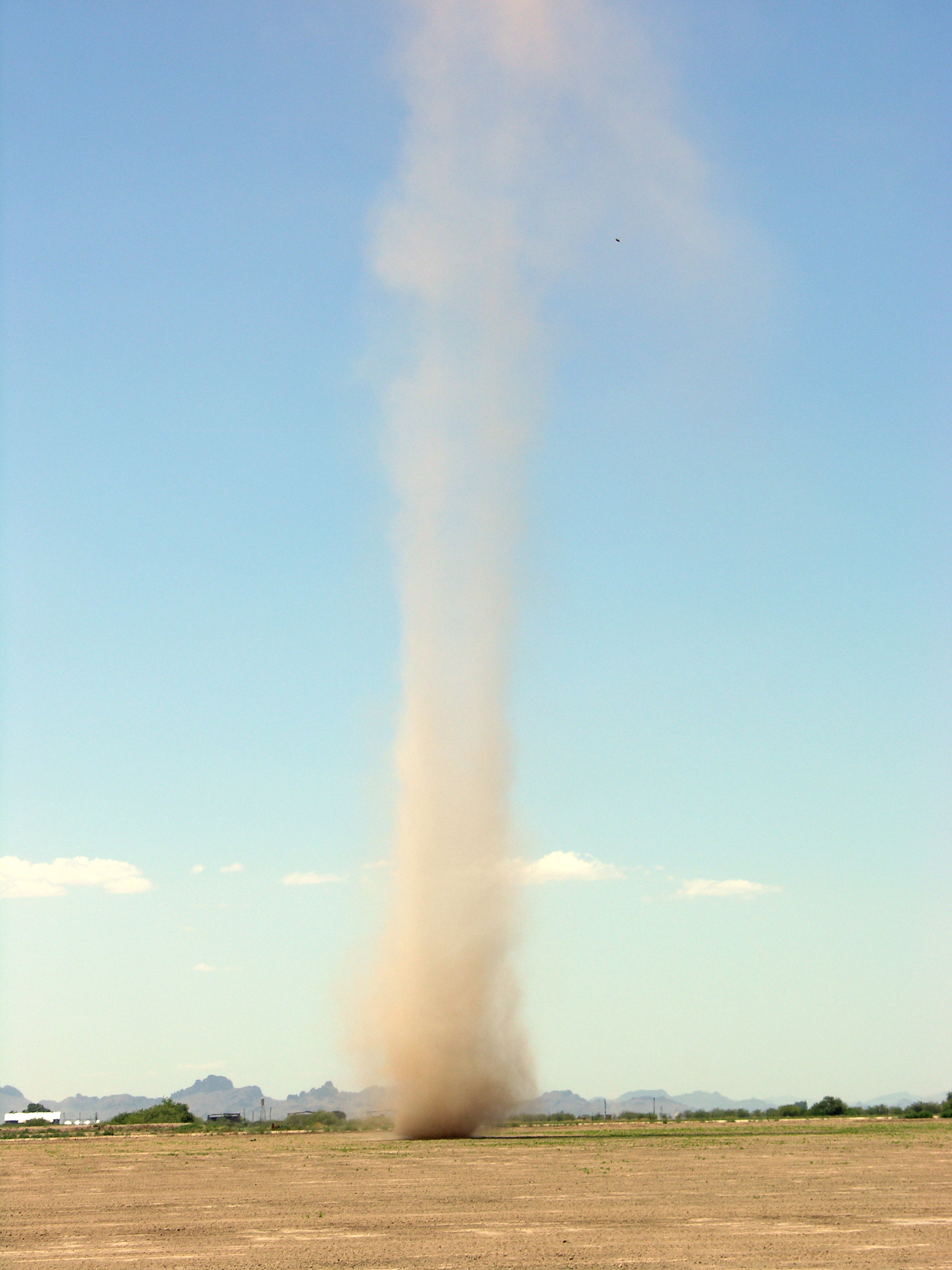
Lốc cát

Lốc cát, hay còn gọi là quỷ cát là một hiện tượng thiên nhiên đáng sợ, thường xuất hiện ở các vùng sa mạc trên Trái Đất. Lốc cát cũng có thể xuất hiện trên bề mặt có điều kiện tương tự như sa mạc của các hành tinh, ví dụ như Sao Hỏa.

## Hình thành

Một lốc cát trên bề mặt Sao Hỏa, chụp từ trên cao nhìn xuống, bởi camera của tàu Mars Reconnaissance Orbiter.

Lốc cát thường xuất hiện vào tầm trưa, nhất là ở những vùng sa mạc, nơi mặt đất đã trở nên nóng bỏng. Không khí bên trên sa mạc bị nung nóng, bốc lên cao rất nhanh, và khí lạnh ở xung quanh tràn và thế chỗ. Cát bị dòng khí lạnh cuốn lên theo, tạo thành một trận xoáy cát.

## Miêu tả

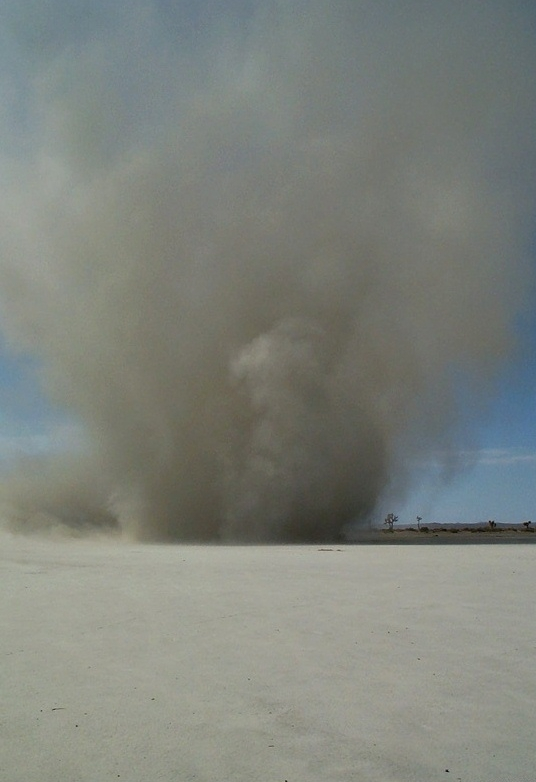
Một trận lốc cát lớn